# Municipio de Granville (Dakota del Norte)
El municipio de Granville (en inglés: Granville Township) es un municipio ubicado en el condado de McHenry en el estado estadounidense de Dakota del Norte. En el año 2010 tenía una población de 107 habitantes y una densidad poblacional de 1,15 personas por km².

## Geografía
El municipio de Granville se encuentra ubicado en las coordenadas 48°14′1″N 100°48′42″O / 48.23361, -100.81167. Según la Oficina del Censo de los Estados Unidos, el municipio tiene una superficie total de 93.09 km², de la cual 91,06 km² corresponden a tierra firme y (2,18 %) 2,03 km² es agua.

## Demografía
Según el censo de 2010, había 107 personas residiendo en el municipio de Granville. La densidad de población era de 1,15 hab./km². De los 107 habitantes, el municipio de Granville estaba compuesto por el 95,33 % blancos, el 1,87 % eran amerindios, el 2,8 % eran asiáticos. Del total de la población el 0 % eran hispanos o latinos de cualquier raza.